# Antoine Laurent de Jussieu
Antoine Laurent de Jussieu (ur. 12 kwietnia 1748 w Lyonie, zm. 17 września 1836 w Paryżu) – francuski botanik.

## Życiorys
Profesor uniwersytetu w Paryżu, dyrektor ogrodu botanicznego w Paryżu. Sformułował podstawy pierwszego naturalnego układu systematycznego roślin (rozwijając dzieło swojego wuja Bernarda) w dziele Genera plantarum secundum ordines naturales disposito (1789) i i.
Jego syn Adrien Laurent de Jussieu był także botanikiem i kontynuował badania ojca.